# Rubikia samsonii
Rubikia samsonii är en svampart som beskrevs av H.C. Evans & Minter 1985. Rubikia samsonii ingår i släktet Rubikia, divisionen sporsäcksvampar och riket svampar.   Inga underarter finns listade i Catalogue of Life.